# Charles Filiger
Charles Filiger, né le 28 novembre 1863 à Thann (Haut-Rhin), et mort le 11 janvier 1928 à Plougastel-Daoulas (Finistère), est un peintre français.

## Biographie
Il est issu d'une famille aisée. Son père Martin Filiger est dessinateur et coloriste à la fabrique Scheurer-Lauth de Thann, sa mère Justine Chicherio est d'origine italienne. Il suit des études classiques et, voulant devenir peintre, son père l'inscrit à l'École des arts décoratifs à Paris. Il y arrive vers 1886 et fréquente l'Académie Colarossi, au no 10 rue de la Grande-Chaumière. Il expose aux Salon des indépendants en 1889 et 1890. Il gagne Pont-Aven en 1888, où il séjourne à la Pension Gloanec, puis au Pouldu, où il loge à l'Auberge de Marie Henry. Il y retrouve Paul Gauguin qui loge dans la chambre sur cour, et Meyer de Haan, dans la grande chambre. Paul Sérusier les rejoint en 1890, il loge dans la chambre sur rue. Il chante, joue de la mandoline, Gauguin de la guitare. Ces jeunes artistes se retrouvent là dans un endroit plus tranquille que Pont-Aven, partagent une franche camaraderie et un désir d'ouvrir une nouvelle voie dont Gauguin s'impose comme chef de file.
Ces artistes travaillent toute la journée en plein air et comparent le soir leur travail, dans de longues conversations. Ces artistes décorent la salle de l'Auberge de Marie Henry ; Filiger y peint un Ange à la guirlande en décembre 1892 (musée des beaux-arts de Quimper).
Maxime Maufra décrit Charles Filiger comme « une figure de gros poupon rouge, aux yeux malicieux et rieurs. Courtaud, ventru, monté sur de petites jambes qu'il remuait d'une étrange manière, tel est au physique cet artiste original. »[réf. nécessaire]

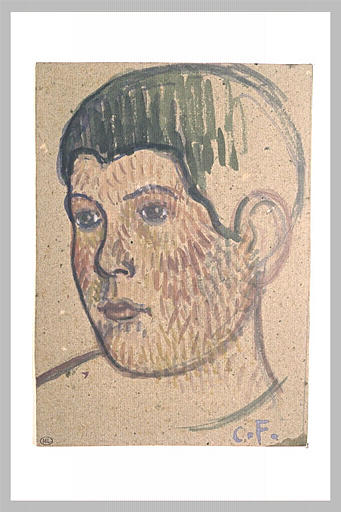
Tête de jeune breton, de trois quarts à gauche (vers 1896), aquarelle sur carton,, Paris, musée d'Orsay.

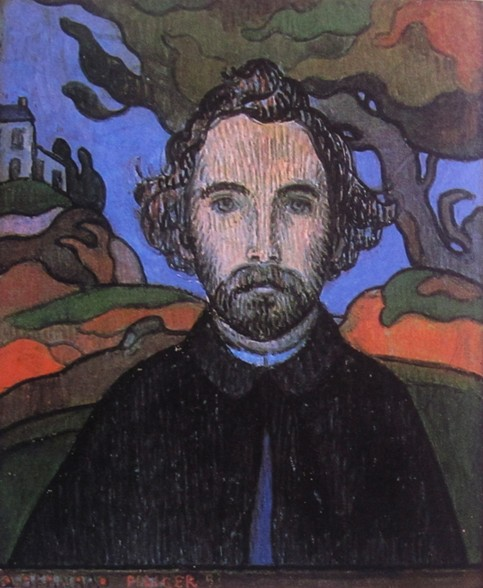
Portrait d’Émile Bernard (1893), huile sur toile,, collection particulière.

À partir de 1892 un mécène, le comte Antoine de La Rochefoucauld, également artiste, lui verse une rente mensuelle de cent cinquante francs en échange de la plus belle part de sa production. Il écrira un article sur lui dans Le Cœur, une revue qu'il a créée avec Jules Bois. Le reste est exposé chez Le Barc de Boutteville ou au Salon de la Rose-Croix. Il entretient une correspondance avec Jan Verkade. En septembre 1894, paraît un article élogieux dans le Mercure de France signé Alfred Jarry. Avec le départ de Gauguin, en 1895, les amis du Pouldu se dispersent. Il s'isole, déménage souvent, et vit en retrait du monde. Son mécène lui retire son soutien. De 1895 à 1900, il vit dans la misère au hameau de Kersulé, à proximité du Pouldu. Malade, alcoolique, avec des crises de mysticisme qui le minent, il devient taciturne. Il se drogue de plus en plus à l'éther.
De 1901 à 1902, il séjourne à Rochefort-en-Terre et, en 1903, il se rend en Suisse pour voir sa famille, puis retourne au hameau de Kersellec du Pouldu, où il réside de 1904 à 1905. Verkade, qui est devenu moine, écrit à Seguin pour le mettre en garde contre sa fréquentation de l'artiste. En 1905, il est hospitalisé à Malestroit, puis passe quatre ans dans une petite auberge de Gouarec.
Il vit alors, à partir de 1911, à Arzano. Son homosexualité le met dans une situation difficile face à une population qui juge ces mœurs durement, ce qui explique probablement ses fréquents changements de résidence. Il rompt ses relations avec les amis et la famille. En 1914, il prend pension chez M. et Mme Le Guellec, à l'hôtel du Menhir à Trégunc. Ces derniers ont signé un contrat alimentaire avec la sœur de Charles Filiger. Il les suit à Plougastel-Daoulas en 1918, et vit avec eux dans leur maison du Cleguer. Dans un dénuement vécu comme total, son destin s'apparente au destin des poètes maudits de son temps. Trouvé exsangue dans une rue de Plougastel les poignets tailladés (crime ? suicide ?), il est conduit à l'hôpital de Brest début janvier 1928. Il y meurt le 11 janvier 1928. Oublié de tous, il est enterré dans le caveau des Le Guellec, à Plougastel-Daoulas.

## L'œuvre peint
Sa production n'est pas très abondante. Mira Jacob répertorie deux cents œuvres dans son catalogue raisonné. Il a peint des peintures à l'huile dans sa jeunesse, mais par la suite des aquarelles et des gouaches sur papier ou sur carton et quelques décors de poteries. Il réalise principalement des petits formats.
Il poursuivit une œuvre originale et mystique. Sans faire partie du groupe des nabis, il en partage toutes les caractéristiques, et ceux-ci connaissaient son travail. Son travail est comme un feu mystique, en réaction à tout matérialisme, recherchant la spiritualité. Il peint, comme les peintres d'icônes, des visages ovales aux formes épurées, simplifiées, aux grands yeux ouverts en quête d'un absolu improbable. Comme les enlumineurs du Moyen Âge et les primitifs italiens, il peint en aplats, des figures cernées, hors du temps, par petites taches serrées, et ce bleu profond surtout qui éveille l'âme, la construction y est violente voire ascétique, les lignes sont souples, aériennes et féminines, sans concession à la tradition classique. En 1907, on voit apparaître ses Notations chromatiques, empreintes d'abstraction dans un jeu de figures exacerbées de mysticisme mêlées à des lignes géométriques cristallines. Une œuvre hors de tout temps, lieu ou mouvement : un artiste à la recherche d'un absolu mystique, de feu, de tournoiements.
Le catalogue raisonné de l'œuvre est en cours, mené par André Cariou, ainsi que l'édition de sa correspondance.

## Œuvres dans les collections publiques
- Brest, musée des beaux-arts : Tête de jeune garçon, 1890, encre sur carton, 17,5 × 12,5 cm[9].
- Paris, musée d'Orsay :
  - Tête de jeune Breton, de trois quarts à gauche, vers 1896, aquarelle sur carton ;
  - La Chapelle au Christ couronné d'épines, vers 1903, encre noire et rehauts de gouache ;
  - La Montagne noire de Thann, encre noire et rehauts de gouache ;
  - Bretonne, aquarelle ;
  - Madone au voile étoilé, mine de plomb et gouache[10].
  - Notations chromatiques, vers 1900 : 
    - Tête de la vierge, aquarelle ;
    - Tête de femme, aquarelle et sanguine ;
    - Marcelle I, aquarelle et rehauts de gouache[11] ;
    - Marcelle II, aquarelle et rehauts de gouache ;
    - Tête d'homme roux, aquarelle et mine de plomb ;
    - Notations chromatiques, aquarelle, 23 × 27 cm ;
    - Notations chromatiques, aquarelle, 23 × 29 cm ;
    - Notations chromatiques (inachevée), aquarelle et mine de plomb, 29 × 23 cm, Musée du Louvre[12].
    - Tête d'homme, aquarelle[13],[14]
- Pont-Aven, musée des beaux-arts :
  - Tête d'homme au béret bleu, 1892, gouache et or sur carton ;
  - Notations chromatiques : paysage à l'arbre rouge, vers 1900, gouache, or et aquarelle sur papier ;
- Quimper, musée des beaux-arts :
  - Paysage du Pouldu, 1892, gouache sur papier ;
  - Le Génie à la guirlande, gouache sur plâtre. Peinture provenant du mur de la salle à manger de l'Auberge de Marie Henry au Pouldu ;
- Saint-Germain-en-Laye, musée départemental Maurice-Denis : Le Christ au tombeau, 1903-1905, gouache sur carton ;
- Strasbourg, musée d'art moderne et contemporain : Sainte Pleureuse et ange musicien (recto-verso), vers 1890, gouache et or sur carton gris (recto), crayon gras bleu (verso)[15] ;

## Galerie

Œuvres de Charles Filiger
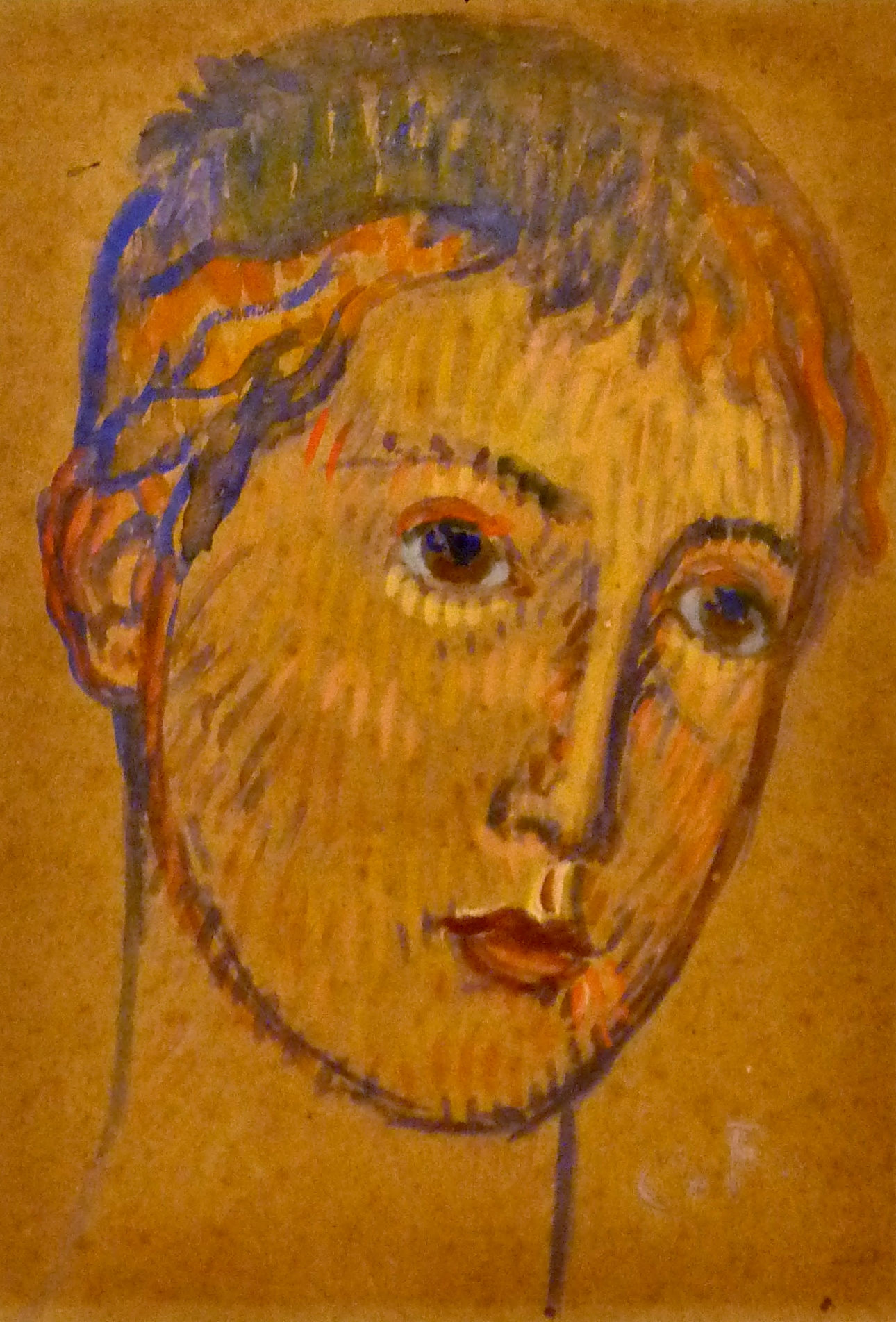
Charles Filiger : Tête de jeune garçon (1890, musée des beaux-arts de Brest)
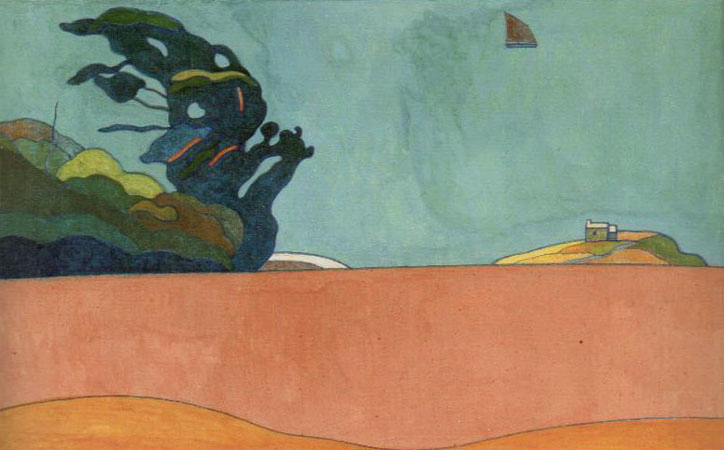
Paysage du Pouldu (vers 1892), musée des beaux-arts de Quimper.
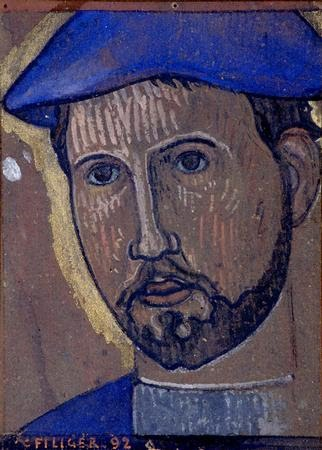
Tête d'homme au béret bleu (1892), musée des beaux-arts de Pont-Aven.
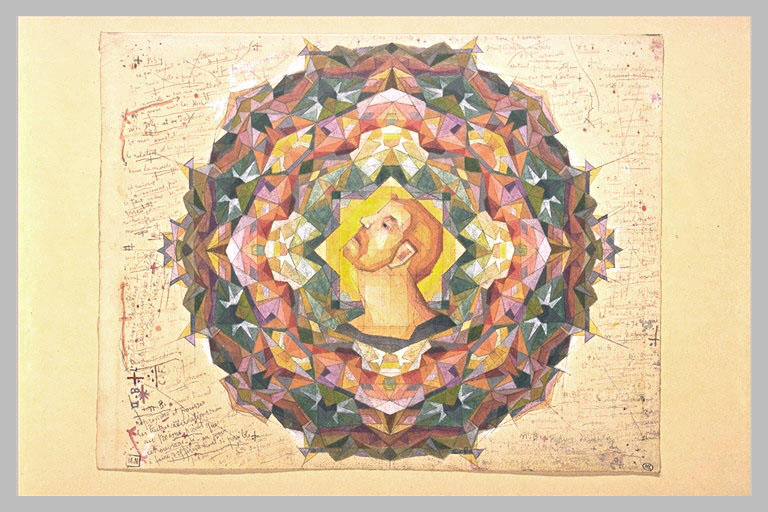
Notations chromatiques : tête d'homme roux, mine de plomb et aquarelle, Paris, musée d'Orsay.
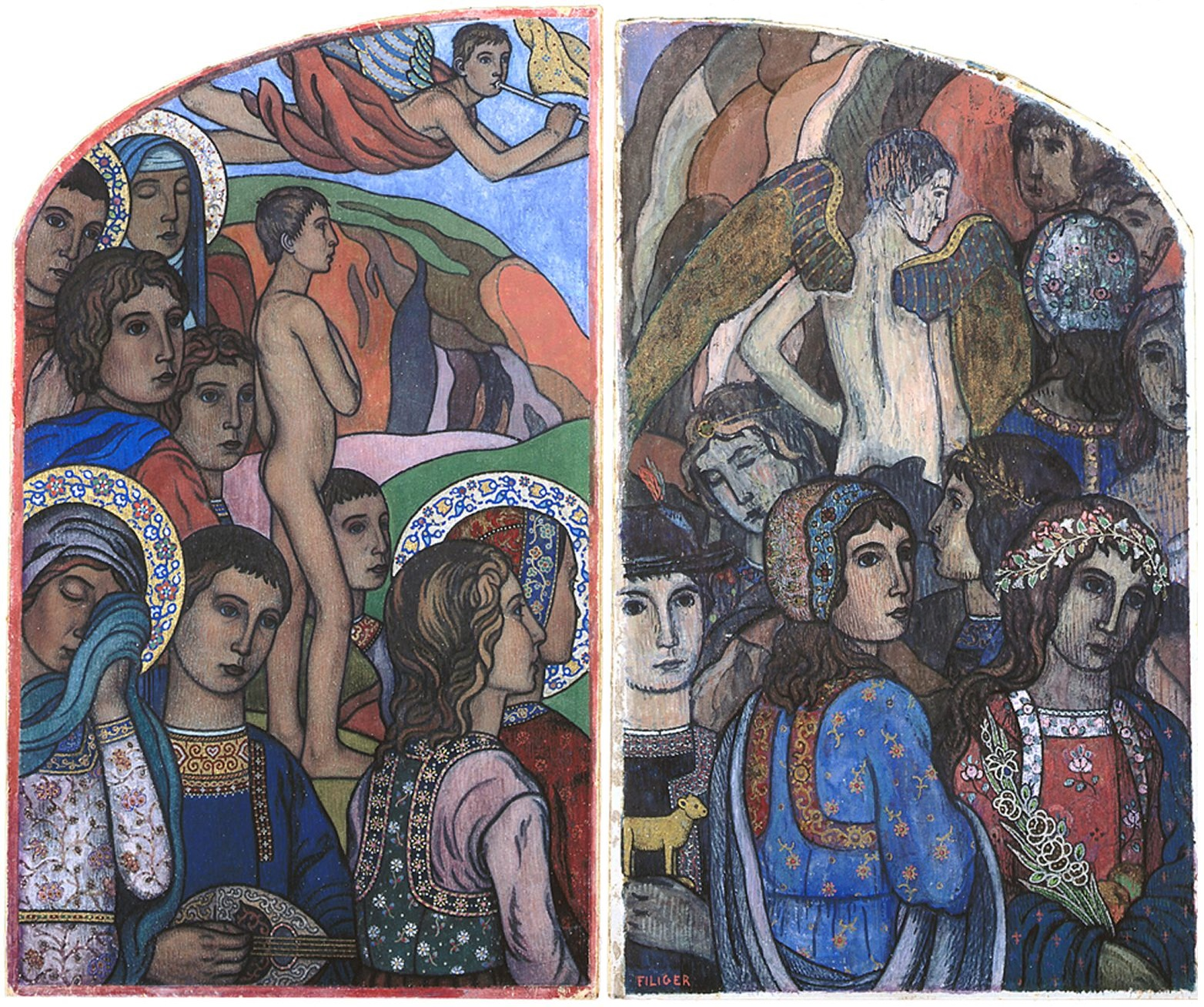
Le jugement dernier (entre 1892 et 1894), Indianapolis Museum of Art.

Œuvres attribuées à Charles Filiger
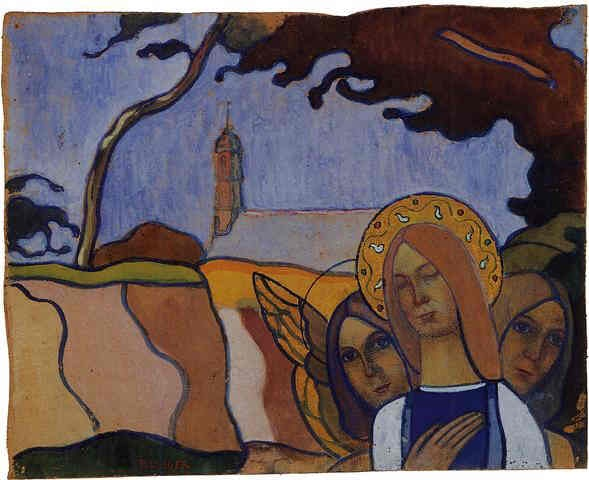
La Vierge et deux anges (vers 1895), localisation inconnue.
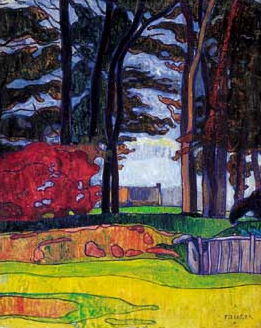
Paysage breton (vers 1890), localisation inconnue.

## Salons
- Salon des indépendants de 1889 : deux études, aquarelles en pointillées ;
- Salon des indépendants de 1890 : quatre œuvres.